# Canon Sportif de Yaoundé
Il Canon Sportif de Yaoundé, noto come Canon Yaoundé, è una società di calcio camerunese con sede nella capitale Yaoundé. È affiliato alla Federazione calcistica del Camerun e milita nella massima serie del campionato nazionale. I colori ufficiali del club sono il verde ed il rosso.
È la seconda squadra più titolata del Camerun, dopo il Cotonsport Garoua, avendo vinto 10 campionati e 12 coppe nazionali. 
Disputa il derby cittadino con il Tonnerre Yaoundé.

## Storia
Durante una festa francese, l'11 novembre 1930, il governo chiese di organizzare una partita di calcio che si sarebbe dovuta disputare a Yaoundé. La capitale politica aveva però una sola squadra, l'Étoile Indigène: le autorità francesi quindi incaricarono il capo della regione Nyong-et-Sanaga di creare un altro club, il Canon Yaoundé.
I primi giocatori a segnare la storia del club furono Zing Martin Omgba, Francis Belinga, Joseph Amougou, René Ndong, Étienne Belinga, Jacques Bouli e Gabriel Abega che portarono il club a vincere il suo primo titolo, la coppa nazionale nel 1957 contro i Lions Yaoundé (2-1).
Dopo l'indipendenza nel 1960 nasce il primo campionato, nel quale il Canon però non riesce subito a imporsi. La vittoria della seconda coppa nazionale nel 1967 segna l'inizio di un'era.
Nel 1970 ci fu la prima vittoria in campionato; l'anno successivo arrivò il primo successo in CAF Champions League contro l'Asante Kototo (1-0), nella finale della coppa del Camerun 1973 spazzò via il Diamant Yaounde(5-2).
Il periodo più glorioso del club fu il triennio 1978-1980: CAF Champions League 1978 contro l'Hafia FC (2-0), Coppa delle coppe d'Africa nel 1979 contro il Gor Mahia (8-0) e ancora la CAF Champions League 1980 contro l'AS Bilima (5-2).
Negli ultimi anni il Canon Yaoundé è afflitto da problemi di gestione. L'8 agosto 2009 il presidente del club lasciò per la prima volta dopo 20 anni e viene istituito un organismo di transizione.

## Palmarès

### Competizioni nazionali
- Campionato camerunese: 10

1970, 1974, 1977, 1979, 1980, 1982, 1985, 1986, 1991, 2002
- Coppa del Camerun: 12

1970, 1974, 1979, 1980, 1982, 1985, 1986, 1991, 1999, 2002

### Competizioni internazionali
- CAF Champions League: 3 [1]

1971, 1978, 1980
- Coppa delle Coppe d'Africa: 1 [2]

1979

### Altri piazzamenti
- Campionato camerunese:

Secondo posto: 1998, 2006, 2007-2008
- Coppa del Camerun:

Finalista: 1960, 1974, 1980, 1985, 1998, 2013
- CAF Champions League:

Semifinalista: 1986, 1987
- Coppa delle Coppe d'Africa:

Finalista: 1977, 1984, 2000
Semifinalista: 1984, 1996
- Coppa CAF:

Semifinalista: 1999

## Giocatori celebri
- Pierre Nlend Womé
- Alexandre Djomo Wafo
- Thomas N'Kono